# Vannslätten
Vannslätten är en hembygdsgård som ursprungligen bestod av hemmanet Västra Hallen 1:3. Gården som i hög grad är oförvanskad sköts av Backaryds-Öljehults socknars hembygdsförening. Gårdens huvudbyggnad är en så kallad framkammarstuga i timmerkonstruktion och är tillsammans med gårdens ekonomibyggnader ett gott exempel på 1800-talets byggnadstradition. Bland gårdens ekonomibyggnader finns bland annat stall och loge uppförda i skiftesverk samt ett hönshus från 1920-talet som uppförts i ett regelverk med stående panel. Gården speglar i sitt nuvarande skick en typisk gårdsmiljö i Sverige från tiden runt 1940-talet.

## Etymologi
Platsen Vannslätten inkluderar två gårdar där valet av namn på hembygdsgården avser att belysa det lokala namnskicket.  Namnet har en lång kontinuitet och framgår bland annat på lantmäteriets historiska kartor. Enligt uppgift ska namnet ha uppkommit runt 1700-talet då platsen till delar bestod av sankmark.

## Källmaterial

### Digitala källor
- Backaryds-Öljehults socknars hembygdsförening om Vannslätten
- Sveriges hembygdsförbund om Backaryds-Öljehults socknars hembygdsförening och Vannslätten
- Riksantikvarieämbetet om Vannslätten
- Lantmäteriet och häradsekonomiska kartan 1915-1919 om Vannslätten
- Framkammarstugor - En kartläggning av äldre bebyggelse på landsbygden i Ronneby kommun, läs skriften digitalt via Ronneby kommuns webbplats
- Ortnamnsregistret om Vannslätten
- Ronneby kommuns grönstrukturplan 2018 om Vannslätten
- Naturkartan om byaslingan Kärleksstigen och Vannslätten
- Hallabro samhällsförening om Vannslätten